# A333 (route russe)
La route fédérale A-333 « Route de la Tounka» (en russe : Федеральная автомобильная дорога A333«Тунки́нский тракт», Federalnaya avtomobilnaya doroga «Tounkinskaïa doroga») est une route fédérale située en Sibérie. Elle relie la route transsibérienne à la Mongolie, en partant de Koultouk sur les bords du Baïkal dans l'oblast d'Irkoutsk jusqu'à la frontière mongole près de Mondy en république de Bouriatie. Longue de 218 kilomètres, elle traverse la dépression de Tounka, à laquelle elle doit son nom. Avant son renommage en 2010, elle était connue sous le numéro d'A164.

## Itinéraire
Oblast d'Irkoutsk, raïon de Slioudianka
- Intersection avec la R258 à Koultouk, km 0
- Sortie de Koultouk, km 5
- Rivière Koultoutchnaïa, km 7
- Rivière Iltcha, km 13
- Rivière Bolchaïa Bystraïa, km 17
- Bystraïa, km 19
- Tibelti, km 35

Bouriatie, Raïon de la Tounka, km 39
- Aire de repos , km 39
- Choulouta, km 44
- Tory, km 53
- Intersection vers Dalakhaï, km 54
- Zoun-Mourino, km 63
- Rivière Zoun-Mourin, km 65
- Chanaï, km 66
- Zaktouï, km 84
- Intersection avec la 81K-033 vers Archan, km 87
- Jemtchoug, km 96
- Intersection vers Okhor-Chibir, km 98
- Intersection vers Vychka, km 101
- Intersection vers Maly Jemtchoug, km 104
- Kharbiaty, km 110
- Nougan, km 117
- Kyren, km 119
- Khoujiry, km 123
- Mogoï-Gorkon, km 125
- Chimki, km 129
- Intersection vers Nilovka, Nilova Poustyne et Khoïto-Gol, km 153
- Touran, km 154
- Moïgoty, km 174
- Rivière Irkout, km 191
- Mondy, km 206
- Rivière Irkout, km 206
- Intersection avec la 03К-035 vers le raïon de l'Oka et Orlik, km 208
- Col Moungiïn-Daban, km 217
- Intersection vers l'observatoire solaire des Saïan, km 218
- Frontière avec la Mongolie, passage frontalier[2].

### Note sur le kilométrage
La route subit d'importantes rénovations chaque année, le nombre de kilomètres est donc variable. L'itinéraire n'est pas exhaustif. Les distances et points kilométriques ont été calculées via Yandex.

## Galerie

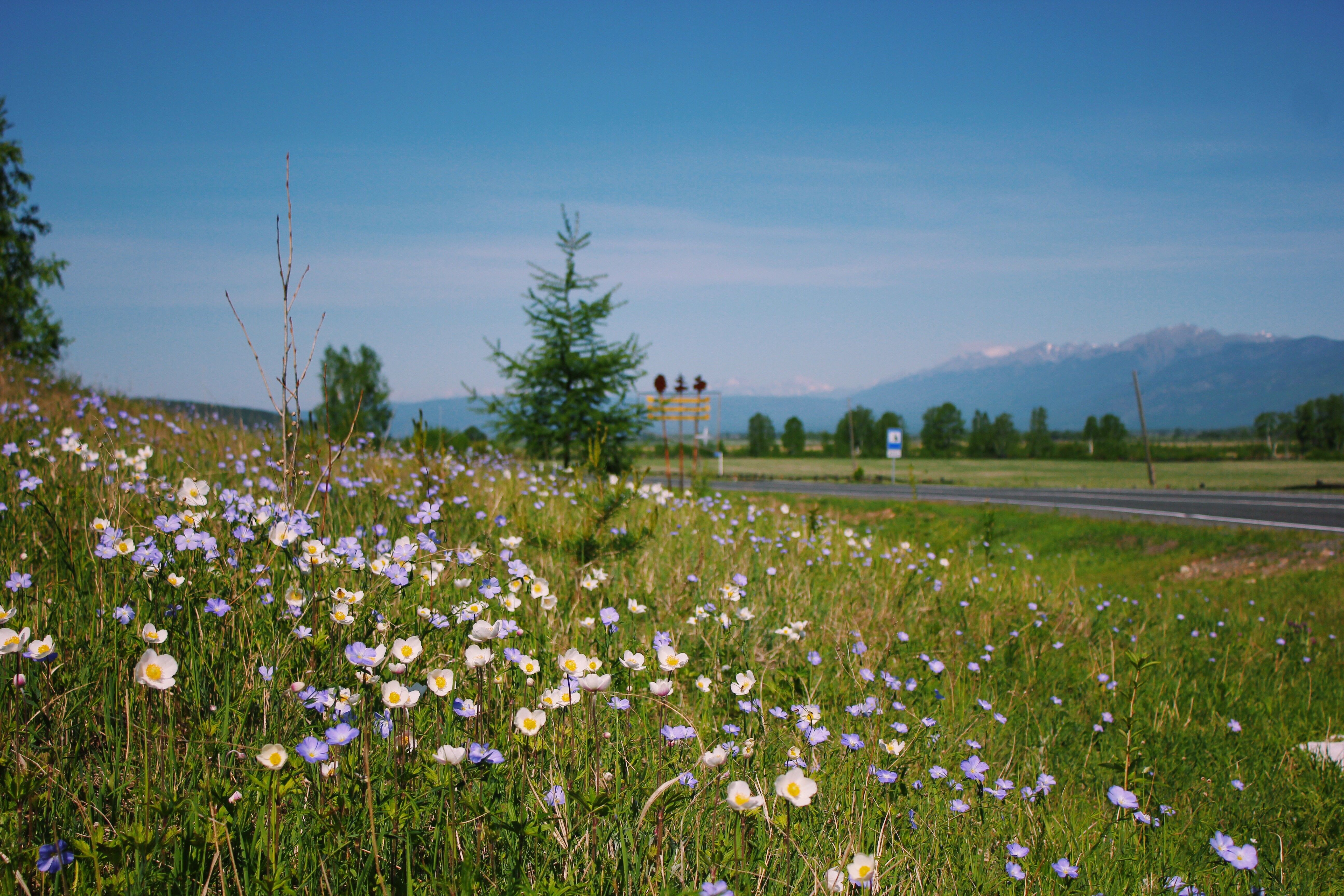
Entrée dans le raïon de la Tounka.
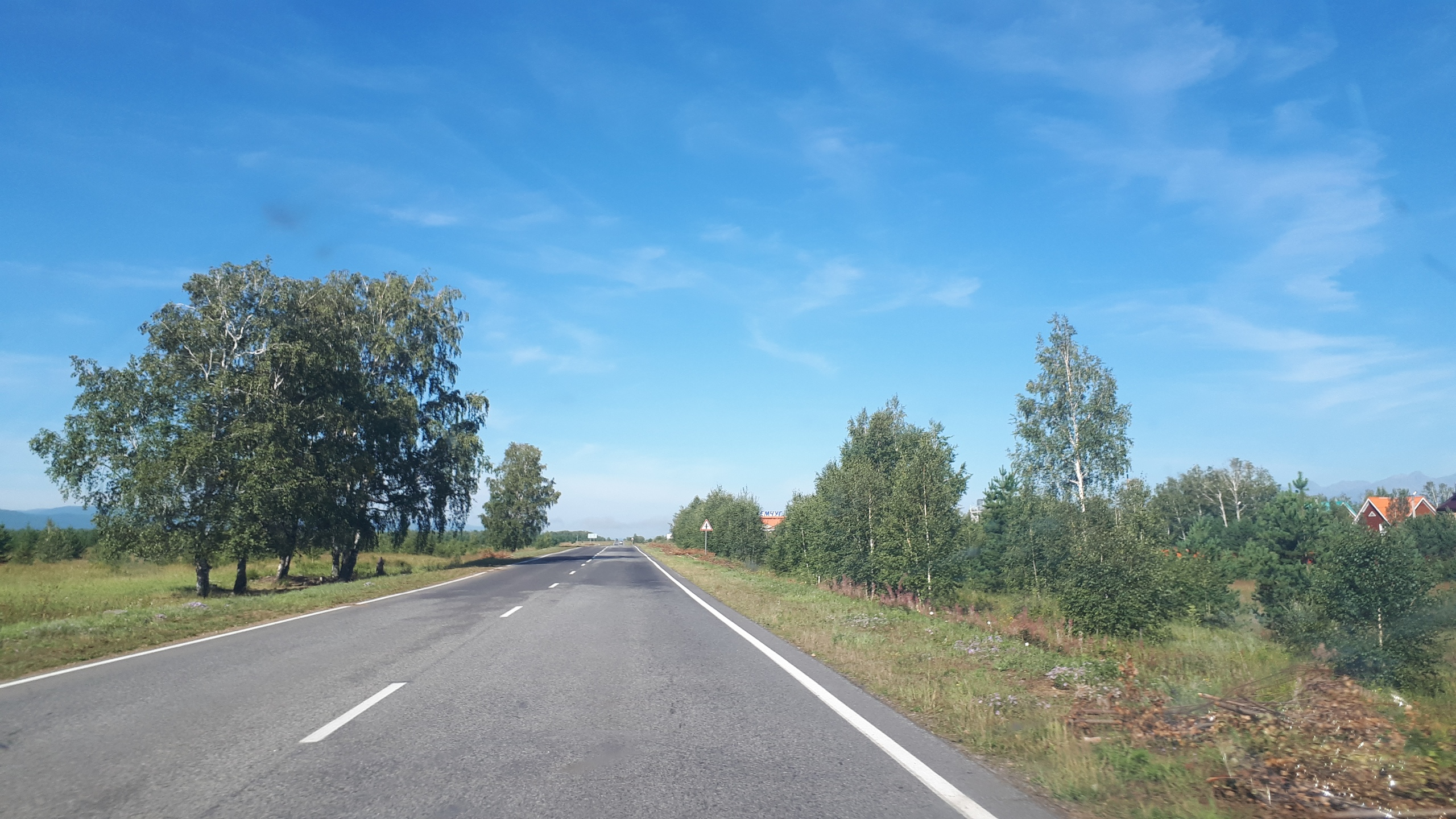
Route dans la dépression de la Tounka.
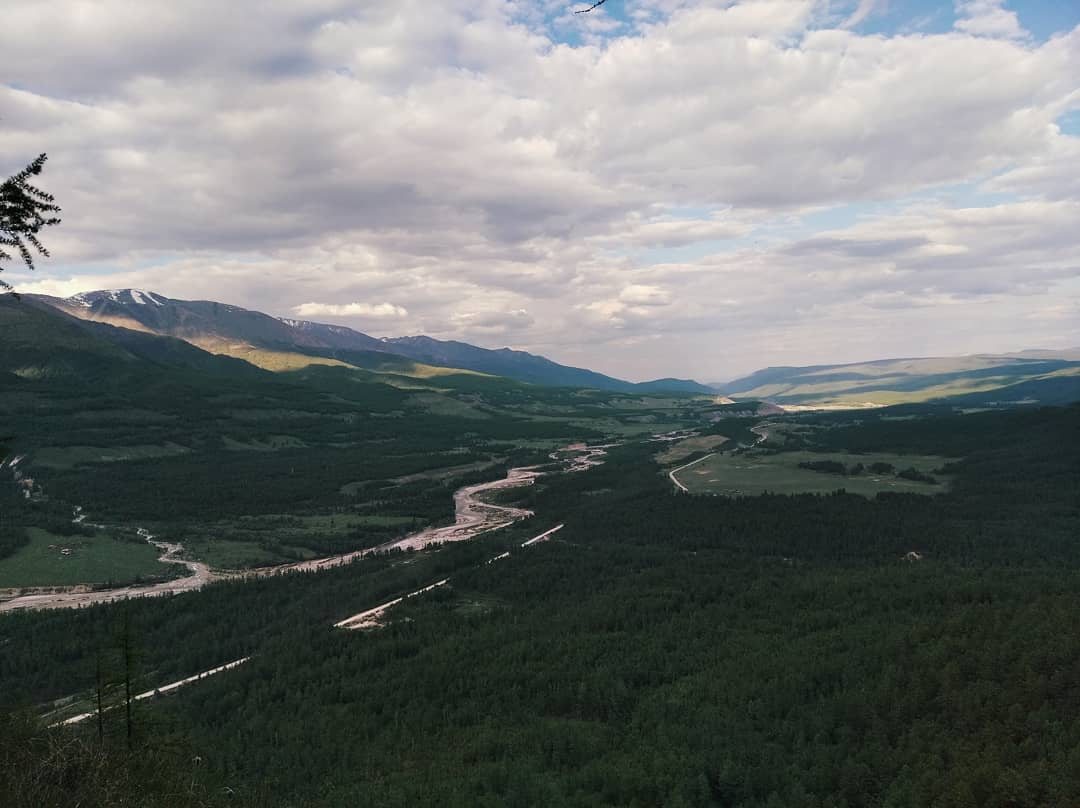
La route à travers la forêt non-loin de Mondy.